# تونی سوان
تونی سوان (انگلیسی: Toni Seoane؛ زادهٔ ۳۰ مهٔ ۱۹۸۹) بازیکن فوتبال اهل اسپانیا است.
از باشگاه‌هایی که در آن بازی کرده‌است می‌توان به باشگاه فوتبال کوردوبا و باشگاه فوتبال خرز اشاره کرد.